# Kwalhioqua-Clatskanie
Kwalhioqua-Clatskanie (Kwalhioqua-Tlatskanai) is de naam van een indiaanse dode taal van de Athabaskische taalfamilie die gesproken werd langs de benedenloop van de Columbiarivier in het noordwesten van de Verenigde Staten. De taal werd gesproken door de Kwalhioqua en de Clatskanie. Geografisch gezien zou het bij de Athabaskische talen van de Pacifische kust horen, maar Kwalhioque-Clatskanie heeft net iets meer gemeen met de Noordelijke Athabaskische talen. Het vormt zo een brug tussen de Noordelijke Athabaskische talen en de Pacifische Athabaskische talen.
De sprekers van Kwalhioqua-Clatskanie waren laat in het eerste millennium vanuit Canada naar de Pacific Northwest gekomen, en vestigden zich in de 18e eeuw in de Willapaheuvels in Zuidwest-Washington. Waarschijnlijk nog voor 1775 splitsten de Clatskanie zich af en trokken de Columbia over naar Oregon. In de 19e eeuw gingen het aantal sprekers van Kwalhioqua-Clatskanie sterk achteruit ten gevolge van pokkenepidemieën en de komst van kolonisten via de Oregon Trail. De laatste sprekers gingen op in de Kustsalish, en voor de jaren 30 van de twintigste eeuw was de taal uitgestorven.
Kwalhioqua-Clatskanie bestond uit twee dialecten:
- Clatskanie
- Kwalhioqua
  - Willapa
  - Suwal

## Vergelijking dialecten
| cijfer | Kwalhioqua (Boas, 1924) | Clatskanie (Hale, 1840) | Proto- K-C  |
| ------ | ----------------------- | ----------------------- | ----------- |
| '1'    | txlíé                   | thlie                   | *tʰlie      |
| '2'    | ntáuke                  | nátoke                  | *nátoke     |
| '3'    | táqe                    | taqe                    | *taqe       |
| '4'    | tnútce                  | tóntçe                  | *tóntce     |
| '5'    | tsukwalóe               | tsokwaláe               | *tsokwalái  |
| '6'    | kwustánahe              | kwostánahe              | *kwostánahi |
| '7'    | costicita               | costcita                | *kosticita  |
| '8'    | tcániwaha               | tcaniwaha               | *tcaniwaha  |
| '9'    | txléweet                | thleweet                | *tʰléweːt   |
| '10'   | kwunéçin                | kwonéçin                | *kwonéçin   |